# 周师庸
周师庸（1927年—2011年）， 男，汉族，浙江宁波人，中华人民共和国煤化工专家、政治人物，辽宁科技大学教授、第六、七、八届全国政协委员。